# Цело Буон Персико
Цело Буон Персико (итал. Zelo Buon Persico) је насеље у Италији у округу Лоди, региону Ломбардија.
Према процени из 2011. у насељу је живело 6140 становника. Насеље се налази на надморској висини од 97 м.

## Становништво
Према резултатима пописа становништва 2011. у општини је живело 6.872 становника.
| 1931. | 1936. | 1951. | 1961. | 1971. | 1981. | 1991. | 2001. | 2011. |
| ----- | ----- | ----- | ----- | ----- | ----- | ----- | ----- | ----- |
| 2.370 | 2.313 | 2.586 | 2.827 | 2.952 | 3.322 | 4.058 | 5.200 | 6.872 |